# (32654) 4640 P-L
4640 P-L (asteroide 32654) é um asteroide da cintura principal. Possui uma excentricidade de 0.09361100 e uma inclinação de 8.13983º.
Este asteroide foi descoberto no dia 24 de setembro de 1960 por Cornelis Johannes van Houten e Ingrid van Houten-Groeneveld e Tom Gehrels em Palomar.